# Tomasz II (patriarcha Konstantynopola)
Tomasz II, gr. Θωμάς B΄ – patriarcha Konstantynopola w latach 667–669.

## Życiorys
Urząd patriarchy sprawował od 17 kwietnia 667 do 15 listopada 669 r. Jest uznawany za świętego w Kościele prawosławnym. Jego wspomnienie obchodzone jest 15 listopada.